# Brou
 Brou  es una población y comuna francesa, en la región de  Centro, departamento de Eure y Loir, en el distrito de Châteaudun y cantón de Brou.

## Demografía
| 3270 | 3501 | 3614 | 3825 | 3803 | 3713 |
| Para los censos de 1962 a 1999 la población legal corresponde a la población sin duplicidades (Fuente: INSEE [Consultar]) |      |      |      |      |      |